# Tramlijn 497 (NMVB)/Limburg
Tramlijn 497 (NMVB)/Limburg was de buurtspoorweglijn tussen Hasselt, Herk-de-Stad en Halen in de Belgische provincie Limburg. Ze werd geopend in de jaren 1900-1905 en gesloten in 1948.

## Inoverwegingneming, vergunning, aanleg en verpachting

### Baanvak Hasselt - Herk-de-Stad
De NMVB vroeg de inoverwegingneming van het baanvak Hasselt - Herk-de-Stad aan op 11 juli 1895 en verkreeg ze op 20 augustus 1897. Het kapitaal bedroeg 670.000 fr.: de Staat kwam tussen voor 335.000 fr., de gemeenten onderschreven voor 112.000 fr. en de provincie voor 223.000 fr. De vergunning, ingediend op 29 mei 1897, werd verleend bij KB van 25 januari 1898. De aanleg door de NMVB werd nog datzelfde jaar gestart maar de werken werden opgehouden door moeilijkheden bij het overschrijden van de spoorlijn Hasselt – Diest in Hasselt. De exploitatie werd verpacht aan de Limburgsche Stoomtramweg Maatschappij en het baanvak werd geopend op 1 juli 1900.

### Baanvak Herk-de-Stad - Halen
Op 27 januari 1900 werd de inoverwegingneming toegestaan voor de verlenging van de lijn tot Halen. Het kapitaal van 300.000 fr. was als volgt verdeeld: aandeel van de Staat 150.000 fr., van de provincie 100.000 fr. en van de gemeenten 50.000 fr. De vergunning werd verleend bij KB van 28 oktober 1903 en het baanvak werd spoedig daarna aangelegd door de NMVB. De exploitatie werd eveneens verpacht aan de Limburgsche Stoomtramweg Maatschappij en het baanvak werd voor het publiek opengesteld op 7 augustus 1905.

## Verloop van de lijn, stations en stopplaatsen
De lijn vertrok in Hasselt aan het spoorwegstation en liep langs de Kuringersteenweg tot Kuringen, waar ze over eigen bedding (thans Kuringerstraat en Schampbergstraat) afboog naar het zuidwesten, de spoorlijn Hasselt - Diest kruiste en verder langs het Hoogveld richting Schimpen liep. Verder over eigen bedding door de velden naar de Stevoortsekiezel, die ze op het grondgebied van Stevoort volgde tot in het dorpscentrum. Daar draaide ze in een bocht van 90° naar het noordwesten en liep verder langs de Kolmenstraat en de Stevoortweg tot in het centrum van Herk-de-Stad. Van daaruit liep ze verder langs de Diestersteenweg / Grote Baan via Donk tot in Halen. Vervolgens in een boog op eigen bedding (thans Staatsbaan en Singellaan) langs de noord- en de westkant om het dorpscentrum van Halen heen tot aan het spoorwegsstation van Halen.
In Herk-de-Stad liep de lijn, komende uit Stevoort, oorspronkelijk rechtdoor over de Stevoortweg en de Ridderstraat naar de Markt. Er was nog geen stationsgebouw; aan het begin van de Stevoortweg was er een waterpomp en een laadplaats. Na de verlenging van de lijn tot Halen, en aangezien er sinds 1900 ook plannen waren voor een lijn naar Sint-Truiden, werden een tramstation en een stelplaats gebouwd langs de Sint-Truidersteenweg op de plaats waar nu het Amandinacollege ligt. De tramlijn vanuit Stevoort werd omgeleid via wat nu de Oude Tramweg heet naar het station en de stelplaats, en van daaruit over de Zoutbrugstraat en de Markt naar de Diestsestraat. Mogelijk hebben de beide trajecten een tijdlang naast elkaar bestaan: in het spoorboekje van 1907 rijden de trams vanuit Hasselt ofwel naar het station ofwel naar de Markt; nadien werd het oorspronkelijke traject door de Ridderstraat naar de Markt opgebroken.
De lijn was 19 km lang, met de volgende stations en stopplaatsen [telegrafische afkortingen tussen vierkante haakjes]:
- Hasselt (Staatsstatie) [FHS]
- Hasselt (Lusthof)
- Hasselt (Schietstand)
- Kuringen (Statie): uitwijkspoor
- Kuringen (Schimpen)
- Stevoort (In de Kraai)
- Stevoort (Weg naar Kermt)
- Stevoort (Statie): uitwijkspoor [MEV]
- Herk-de-Stad (Weyer) [= weg naar Schakkebroek en Wijer]
- Herk-de-Stad (Monnikenhof)
- Herk-de-Stad (Kraaienberg)
- Herk-de-Stad (Weg naar Schulen)
- Herk-de-Stad (Weg naar Hasselt )
- Herk-de-Stad (Statie): stationsgebouw en stelplaats [LKV]
- Herk-de-Stad (Markt / Plaats)
- Herk-de-Stad (Klooster)
- Herk-de-Stad (Diepenpoel)
- Donk
- Halen (Dorp): uitwijkspoor
- Halen (Weg naar Diest)
- Halen (Staatsstatie) [LHE]

## Eerste Wereldoorlog en de periode daarna
Tijdens de Eerste Wereldoorlog heeft de Duitse bezetter tal van tramlijnen opgebroken om de spoorstaven te hergebruiken voor militaire doeleinden. Dat was het geval voor het baanvak Herk - Halen in augustus 1915 en voor het baanvak Hasselt - Herk in april 1917. Na de oorlog werd het baanvak Hasselt - Herk heraangelegd en heropend op 12 december 1920 en het baanvak Herk - Halen in april 1921; de lijn werd vanaf dan rechtstreeks geëxploiteerd door de NMVB.
In de tijd tussen de twee wereldoorlogen werd de concurrentie van het wegvervoer steeds groter. Op 29 augustus 1931 werd een nieuwe wet gestemd die de NMVB toestond op haar lijnen reizigersvervoer per autobus te organiseren. In 1937 vroeg de NMVB daarvoor de toestemming onder meer voor de lijnen Hasselt – Herk-de-Stad – Halen en Sint-Truiden – Herk-de-Stad, en dit werd toegestaan bij Koninklijk Besluit van 19 mei 1937.

## Elektrificatie van het stadsnet rond Hasselt
Niettegenstaande de concurrentie van het wegvervoer en het inzetten van autobusdiensten op landelijke lijnen, zette de NMVB ook in op de modernisering van de drukkere lijnen. Zo werd in Hasselt een elektrisch stadsnet uitgebouwd en in dat kader werd op het baanvak Hasselt (station) - Kuringen (station) een frequente reizigersdienst met elektrische tractie ingevoerd op 17 april 1932. Aan deze dienst kwam definitief een einde bij het uitbreken van de Tweede Wereldoorlog op 10 mei 1940.

## Afbouw voor en na de Tweede Wereldoorlog
Op 30 april 1937 vroeg de NMBV de afschaffing aan van het baanvak Herk-de-Stad - Halen, wat werd toegestaan bij KB van 25 oktober 1937. Het baanvak Hasselt - Herk-de-Stad bleef in dienst voor goederenverkeer en vermoedelijk ook voor occasioneel reizigersverkeer (op marktdagen te Hasselt?). Het reizigersverkeer werd definitief stopgezet op 25 januari 1948. Mogelijk bleef de lijn nog enige tijd in dienst voor goederenverkeer. Ze werd opgebroken in 1949-1950.

## Dienstregelingstabellen

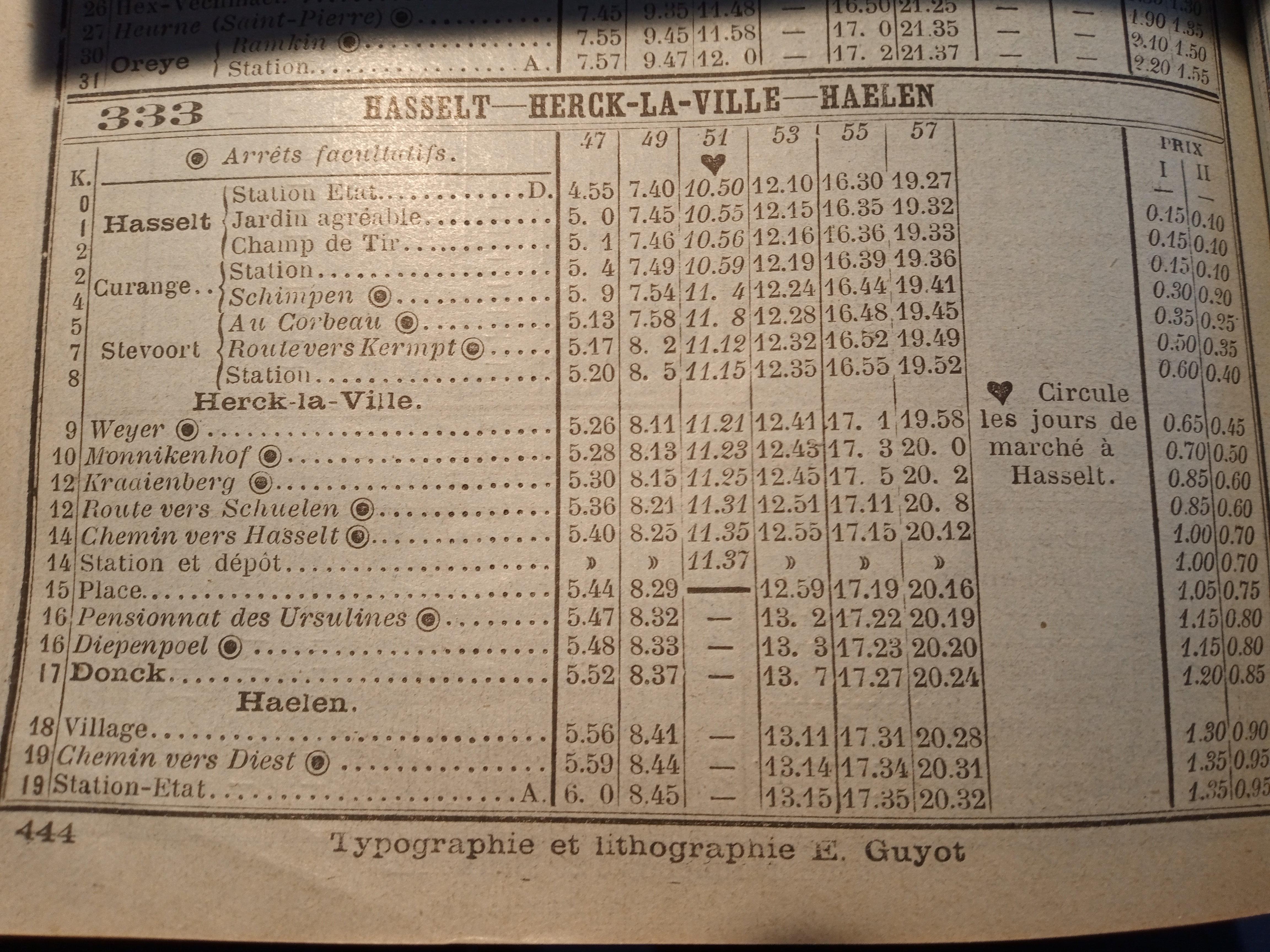
Dienstregeling januari-april 1907
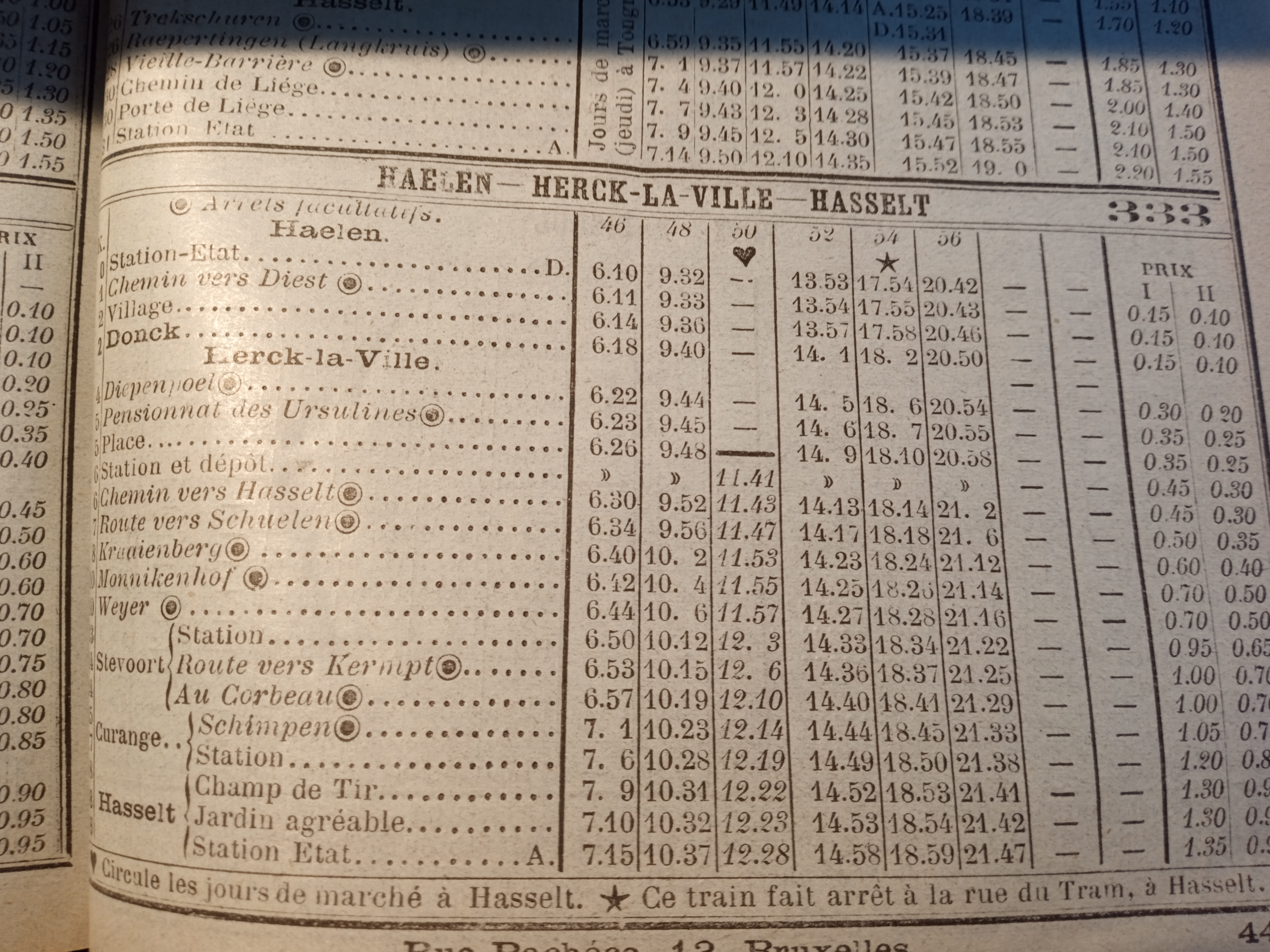
Dienstregeling januari-april 1907
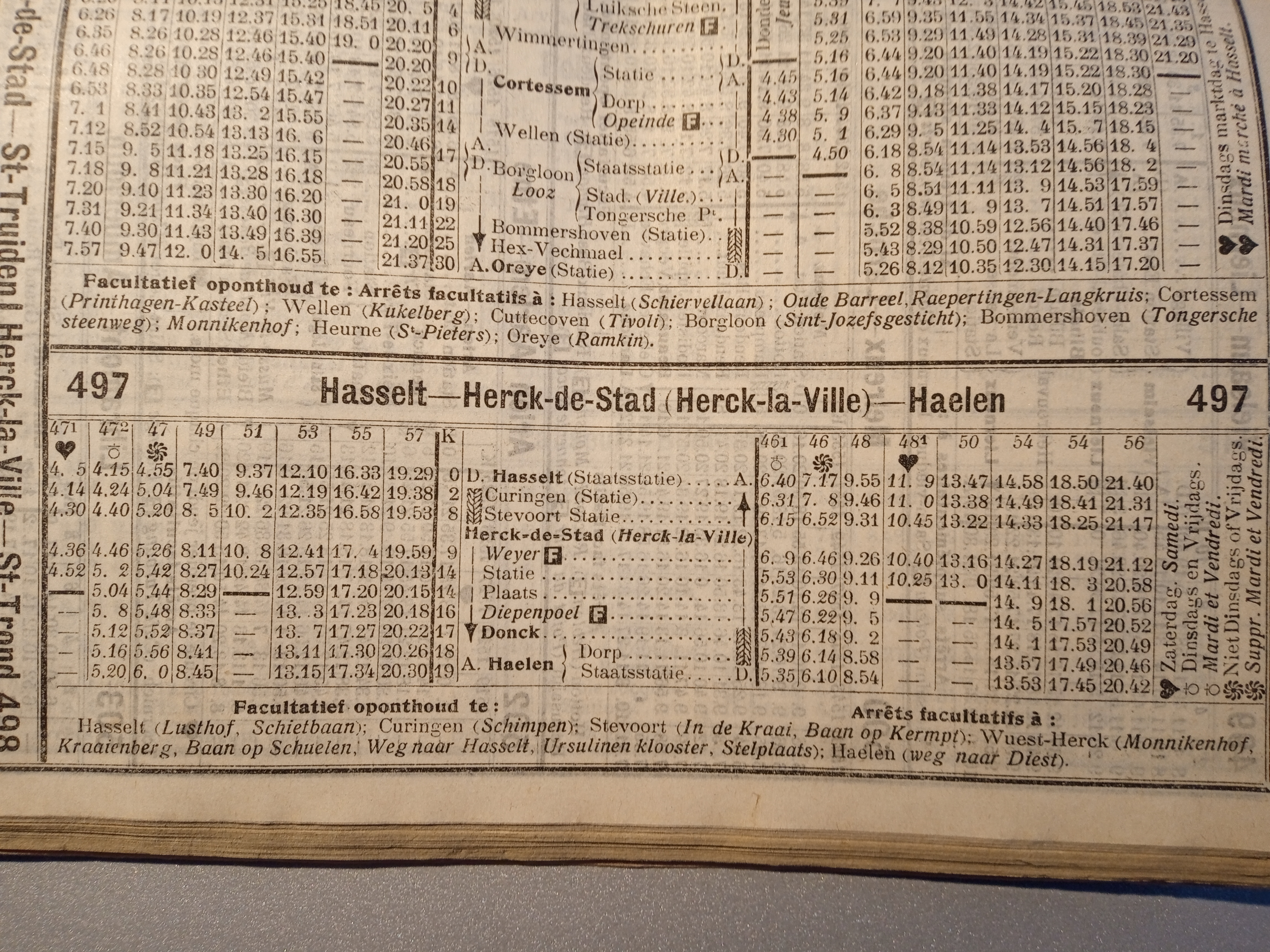
Dienstregeling mei-juni 1914
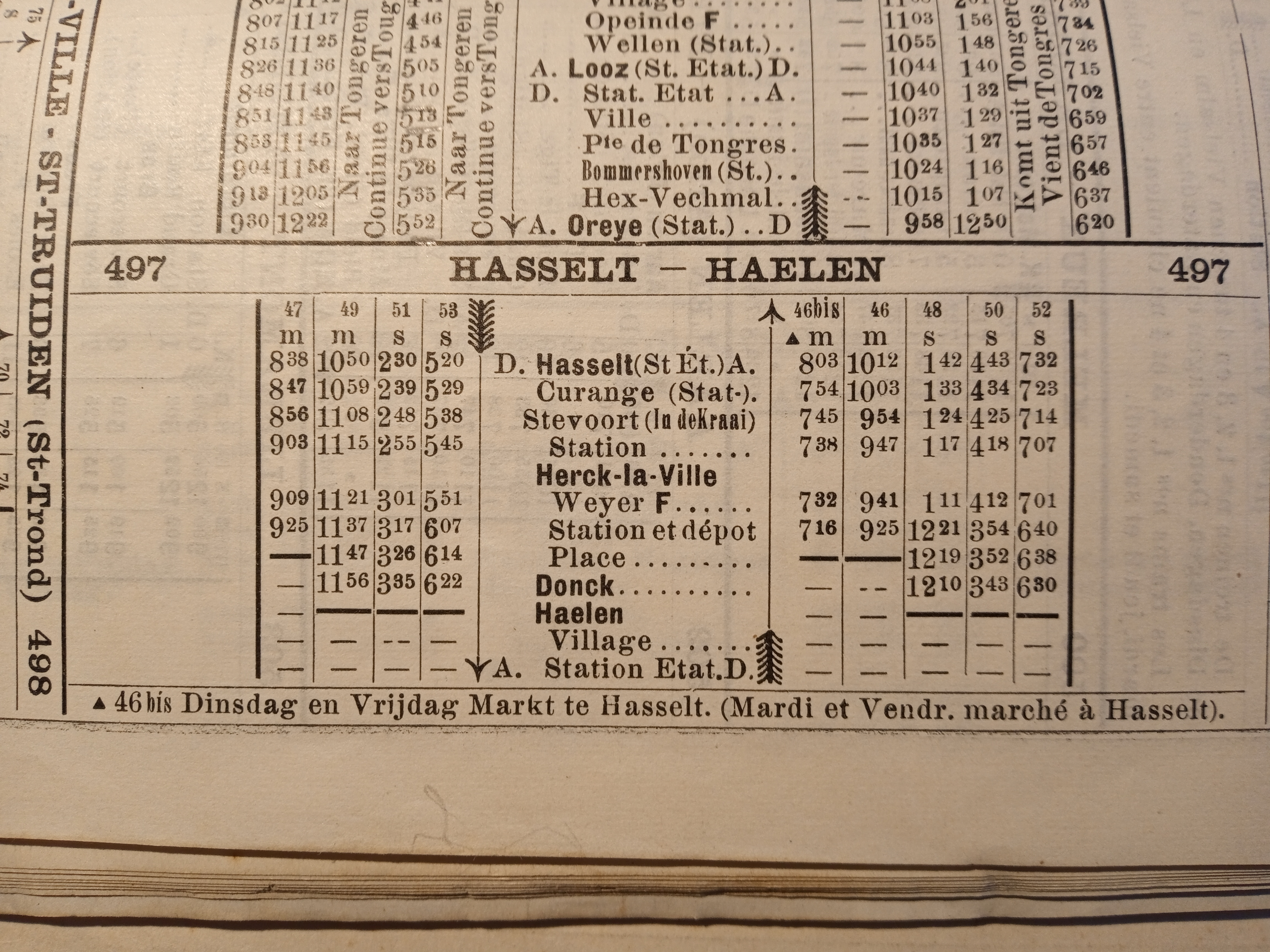
Dienstregeling juli-augustus 1915
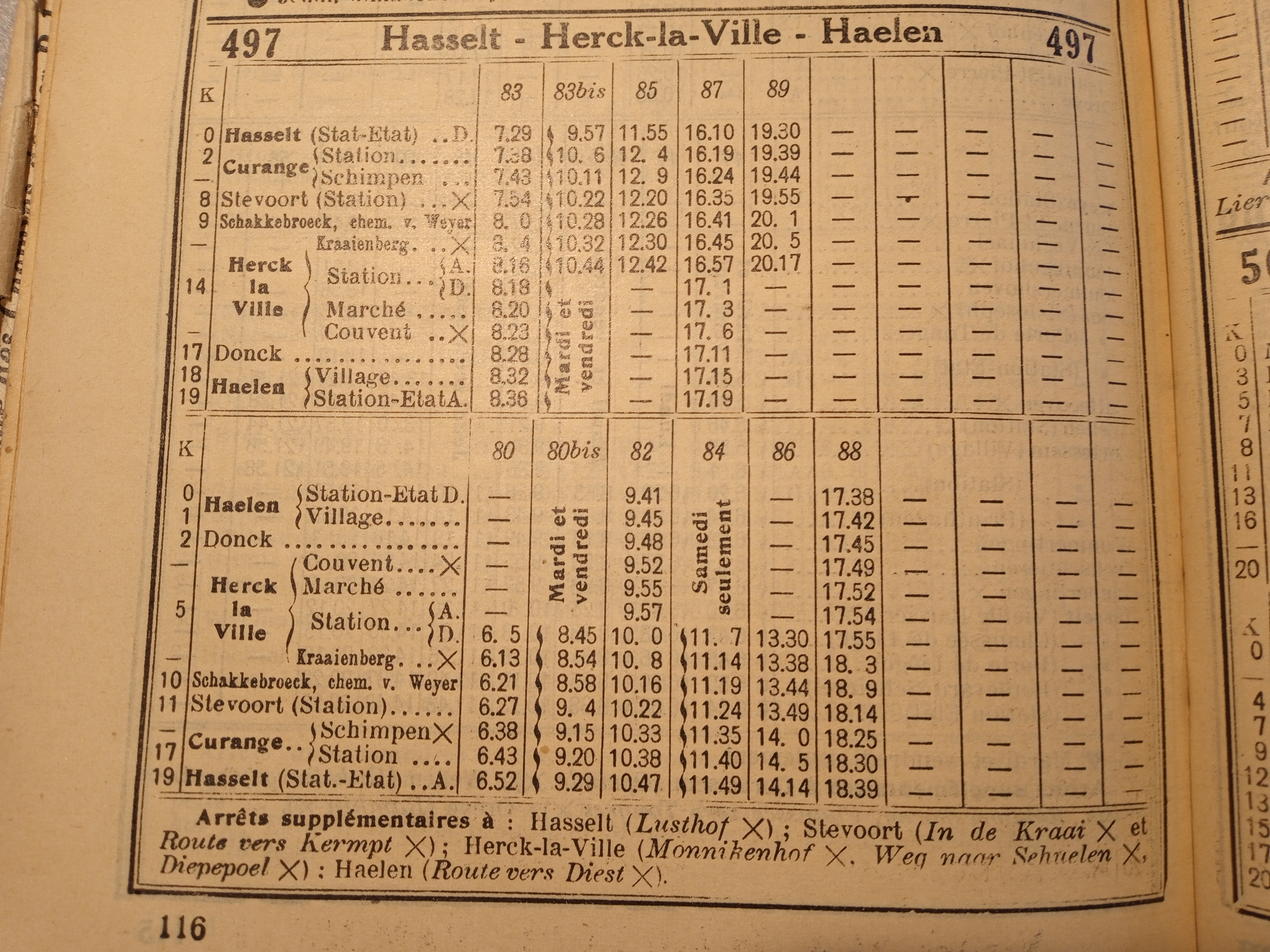
Dienstregeling 15 mei - 3 oktober 1931
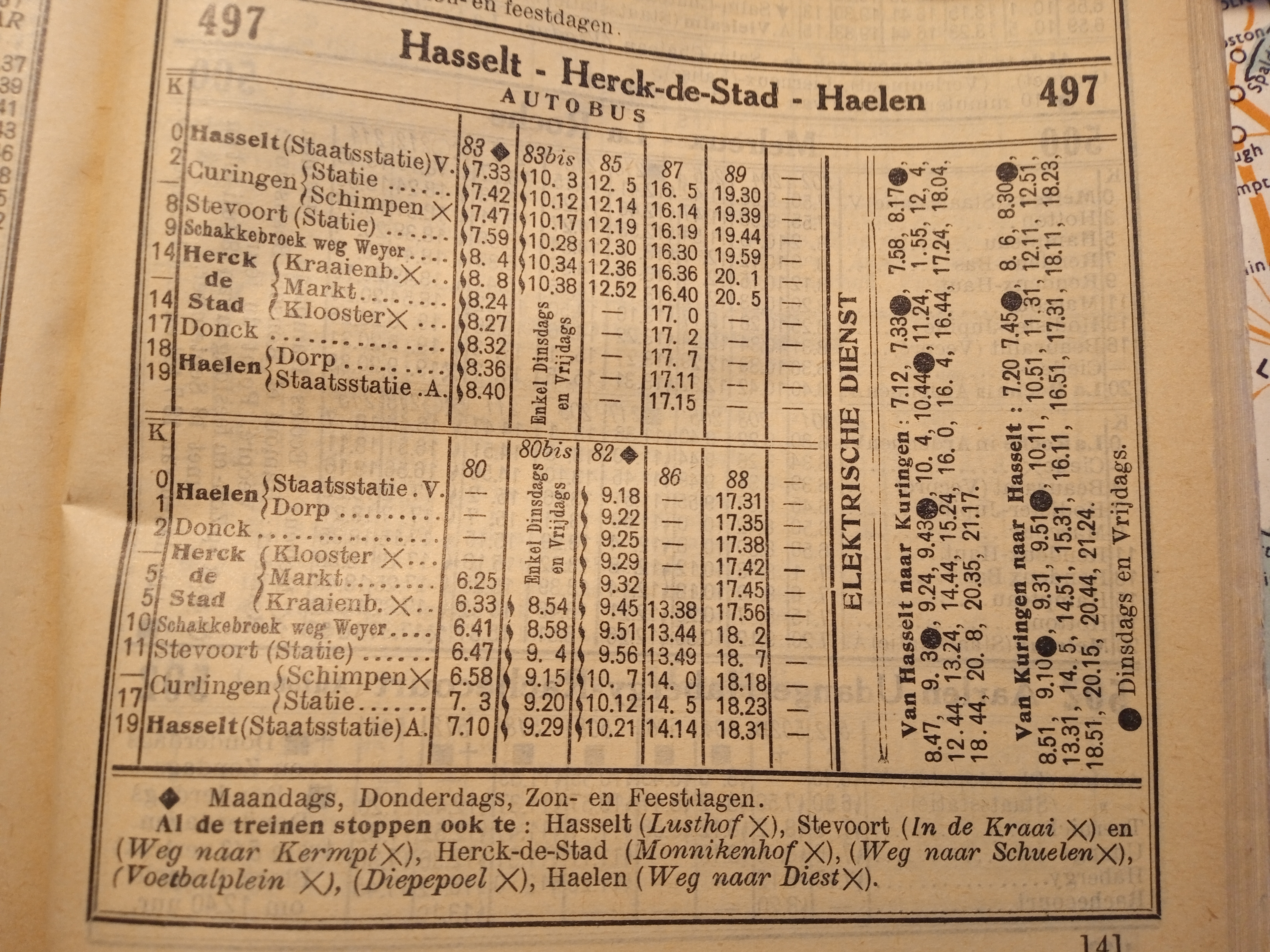
Dienstregeling 22 mei - 2 oktober 1937